# Gelis nahanojus
Gelis nahanojus är en stekelart som beskrevs av Schwarz 1998. Gelis nahanojus ingår i släktet Gelis och familjen brokparasitsteklar. Inga underarter finns listade i Catalogue of Life.